# Осиповичі

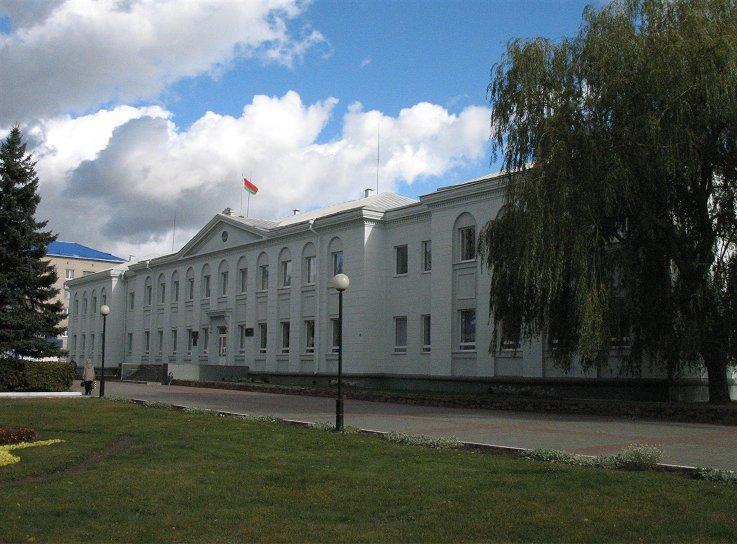
Будівля адміністрації району

Осиповичі (біл. Асіповічы) — місто в Могильовській області Білорусі, районний центр Осиповицького району. Засноване в 1872 р.

## Транспортна система
Залізничний вузол (лінії на Мінськ, Гомель, Могильов, Барановичі), засноване 1872 року як робітниче поселення при залізничній станції.
Головна станція — Осиповичі I.

## Населення

### Чисельність
32,4 тис. чоловік (2010).

## Географія

### Розташування
Перебуває за 136 кілометрів на південний захід від Могильова, за 3 км на південь від швидкісної автомагістралі М5 Мінськ — Гомель.

### Клімат
Помірно-континентальний.

## Історія
Датою заснування міста Осиповичі вважається 17 листопада 1872 року, коли тут була побудована станція Лібаво-Роменської залізничної дороги.
21 січня 2022 року Росія перекинула у Білорусь оперативно-тактичні ракетні комплекси (ОТРК) «Искандер-М». Розвантаження комплексів помітили на станції Осиповичі в Могильовській області, що розташоване на відстані менше 200 км від кордону з Україною.
26 червня 2023 року російське медіа "Вёрстка", з посиланням на співрозмовника у лісництві Могилівській області повідомило, що біля міста вже ведеться будівництво військового табору для найманців ПВК "Вагнер".
6 липня 2023 року під час зустрічі з іноземними та білоруськими журналістами Олександр Лукашенко заявив, що Мінськ пропонує використовувати для розміщення найманців ПВК "Вагнер" «кілька колишніх військових містечок, які використовувалися в радянські часи», у тому числі під Осиповичами. За допомогою супутникових фото Білоруська служба Радіо Свобода підтвердила будівництво нового військово-польового табору на території колишньої військової частини біля села Цель Осиповицького району Могильовської області.

## Економіка

### Підприємства
ЗАТ «Алтимед» (одне із чотирьох підприємств у світі по виробництву тазостегнових протезів). Одним із містобудівничих підприємств є ВАТ «Осиповицький завод автомобільних агрегатів» він займається виробництвом комплектуючих до автомобілів МАЗ, БЕЛАЗ, рік заснування — 1963, кількість працівників — 2651 чол. Осиповицький завод залізобетонних конструкцій, рік заснування — 1974, чисельність — 337 чоловік.
Білорусько-британське підприємство ВАТ «Покрівля» — одне з найбільших підприємств білоруської будівельної індустрії, що виготовляє сучасні рулонні покрівельні й гідроізоляційні матеріали.
ТОВ «Кубокстрой» — завод з виробництва стінових і перегородкових блоків з чарункуватого бетону (газобетон). Підприємство в 2009 і 2010 роках одержало нагороди в Республіканському будівельному конкурсі «Найкращий будівельний продукт року».

## Відомі жителі й уродженці
- Крилович Федір Андрійович — автор найзначнішої залізничної диверсії часів Другої світової війни[12]
- Круковський Володимир Якович (* 1937) — білоруський художник-плакатник.
- Батьківщина білоруського й російського вченого, філософа й культуролога Сергія Валерійовича Масленченка
- Шпак Георгій Іванович — російський військовий і державний діяч, генерал-полковник, командувач Повітряно-десантними військами в 1996–2003 роках, 5-й губернатор Рязанської області (2004–2008)